# 小川国治
小川 国治（おがわ くにはる、1936年 - 2025年6月15日）は、日本の歴史学者。山口大学名誉教授。専攻は日本史学。

## 略歴
1936年生まれ。1966年広島大学大学院文学研究科修士課程修了。1968年広島大学大学院文学研究科博士課程（国史学専攻）退学。山口大学教育学部教授、広島大学総合科学部教授、東亜大学大学院教授を歴任。山口大学名誉教授。
2025年6月15日死去。89歳没。

## 著書
- 『江戸幕府輸出海産物の研究―俵物の生産と集荷機構』（吉川弘文館）
- 『山口県の百年 (県民100年史 35)』（山川出版社）
- 『転換期長州藩の研究 (思文閣史学叢書)』（思文閣出版）
- 『山口県の教育史 (都道府県教育史)』（思文閣出版）
- 『長州と萩街道 (街道の日本史 43)』（吉川弘文館）
- 『毛利重就 (人物叢書 新装版 233) 』(吉川弘文館）など。